# Hélio Ribeiro
Hélio Ribeiro, nome artístico de José Magnoli, (São Paulo, 24 de julho de 1935 — São Paulo, 6 de outubro de 2000) foi um ator, radialista, jornalista e narrador brasileiro.

## Carreira
Hélio Ribeiro iniciou sua carreira no início dos anos 1960 na Rádio Panamericana, atual Jovem Pan, após ser aprovado em um teste conduzido por Blota Júnior. Já no dia seguinte participou do programa do jornalista Wilson Fittipaldi. Após o falecimento de Kalil Filho, Hélio assumiu o programa matutino da emissora, onde lançou o "Correspondente Musical", uma de suas criações mais marcantes. Posteriormente, transferiu-se para a Rádio Tupi, depois para a Rádio Piratininga e, por fim, para a Rádio Bandeirantes, onde alcançou a maior audiência do rádio brasileiro. 
Hélio Ribeiro tornou-se célebre na década de 1970 por suas crônicas de opinião para o Jornal do Meio Dia, da Rádio Bandeirantes, as quais eram também publicadas no jornal Diário Popular. Foi também o criador da Rádio Capital.
Ainda nos anos 70, alterou o formato do seu programa Correspondente Musical que, com a nova "roupagem", recebeu o nome de O Poder da Mensagem, atingindo o auge de sua audiência.
Sua voz de tom barítono inspirou Chico Anysio para criar o personagem Roberval Taylor.
Em 1985, o programa O Poder da Mensagem foi veiculado na Rádio Gazeta, e em 1995 o seu último trabalho foi na Rádio Globo São Paulo, também com o mesmo nome. Foi correspondente, nos Estados Unidos, do Sistema Globo de Rádio e da Rádio Bandeirantes.
Foi narrador das empresas cinematográficas: Paramount Pictures; Twentieth Century Fox; Metro Goldwyn Mayer; Columbia Pictures e Universal International, todas dos Estados Unidos.
Em 2000, veio a falecer e foi sepultado no cemitério da Quarta Parada. Deixou esposa e sete filhos.
Em 18 de junho de 2010, A Câmara Municipal de São Paulo, por meio do vereador Francisco Macena, prestou homenagem a Hélio Ribeiro concedendo a Medalha Anchieta e Diploma de Gratidão "In Memoriam", entregue a sua viúva, Carla Sue Magnoli.
Para não deixar que a memória do rádio ficasse no esquecimento, um grupo de seguidores fundou o Memorial Hélio Ribeiro.
Em março de 2010 o Memorial Hélio Ribeiro trouxe de volta aos rádios do Brasil a voz e as mensagens de Hélio Ribeiro através das ondas da Rádio Trianon de São Paulo (AM 740) e da Rádio Universal de Santos (AM 810). Foi uma série de 107 programas, chamada de " O Poder da Mensagem de Hélio Ribeiro", exibidos por dois anos e encerrada em março de 2012, coincidentemente no dia da cremação do corpo de Chico Anysio. Numa reedição na qual foi exibido o áudio em que, a pedido de Hélio Ribeiro, quando de sua passagem pelo programa na Rádio Bandeirantes em 1976, Chico deixa uma mensagem de despedida de arrepiar.
A série de programas "O Poder da Mensagem de Hélio Ribeiro" rendeu ao gênio do rádio Hélio Ribeiro" a medalha de honra, conferida pela Fundação Cásper Libero, por ocasião dos festejos de 90 Anos de Rádio no Brasil, única "In Memoriam", dentre os onze grandes nomes que fizeram do rádio no Brasil nesses 90 anos como o mais importante veículo de comunicação, recebida pelo Memorial Hélio Ribeiro. Rendeu também o convite  e a participação do Memorial Hélio Ribeiro no debate "As Muitas Vozes do Rádio Brasileiro" e a homenagem no evento promovido pela Câmara Municipal de São Paulo, com apoio da UNESCO, em comemoração ao Dia Mundial do Rádio, em 13 de fevereiro de 2014 e ainda citação no Livro "Histórias Que o Rádio não Contou" do Professor Reynaldo C. Tavares, publicado pela Editora Paulus.